# Браудо Ісай Олександрович
Іса́й Олекса́ндрович Браудо (1896—1970) — радянський органіст, музикознавець та педагог.

## Життєпис
Народився 28 липня (9 серпня) 1896 року в селі Тарасівка, нині Боярська міська громада, Фастівського району Київської області. Протягом 1914—1915 та 1921—1923 років навчався в Петроградській консерваторії по класу органу (у Якова Яковича Гандшина та Миколи Карловича Ванадзіньша) і фортепіано. В 1915—1918 роках навчався у Московській консерваторії (клас фортепіано Олександра Гольденвейзера) та на медичному факультеті Московського університету.
В 1924 та 1926 роках у Європі вдосконалював гру на органі під керівництвом Луї В'єрна в Парижі, Ф. Хайтмана у Берліні, Альфреда Зіттарда (Гамбург) та Гюнтера Раміна (Лейпціг).
Від 1926 року виступав з концертами.
Є одним із засновників радянської органної школи, від 1923 року викладав гру на органі й фортепіано в Петроградській консерваторії, з 1935-го — професор.
Серед його учнів — Арсеній Котляревський, Ніна Оксентян.
1957 року вдостоєний почесного звання «Заслужений діяч мистецтв РРФСР».
Вийшли друком його книги «Артикуляція» (1961), «Про органну й клавірну музику» (1976), інші.
Помер 1970 року в Ленінграді.